# Bit de sinal
Em ciência da computação, o bit de sinal é um bit num sistema de representação de números com sinal que indica o sinal de um número. Embora somente tipos com sinal tenham um bit dedicado, como sua posição normalmente é a mais significativa, o termo costuma ser usado em juntamente com "bit mais significativo".
Geralmente, se o bit de sinal é 1, o número é negativo (por complemento de dois de inteiros) ou não-positivo (pelas representações de inteiros em Complemento para um, inteiros em sinal-magnitude e números de ponto flutuante) e 0 indica um número positivo ou não-negativo.

## Representações
Na representação do complemento de dois, o bit de sinal tem o peso −2w−1 onde w é o número de bits. Na representação do complemento, o valor mais negativo é 1 − 2w−1 . mas há  uma para cada valor do bit de sinal. Em uma representação de números de sinal e magnitude, o valor do bit de sinal determina se o valor numérico é positivo ou negativo, mas há duas representações de zero. Números de ponto flutuante, como formato IEEE, formato IBM , formato VAX e até mesmo o formato usado pelo Zuse Z1 e Z3, usam uma representação de sinal e magnitude.
Ao usar uma representação de complemento, para converter um número assinado em um formato mais amplo, os bits adicionais devem ser preenchidos com cópias do bit de sinal para preservar seu valor numérico, um processo chamado extensão de sinal ou propagação de sinal .